# Josa (araña)
Josa es un género de arañas araneomorfas de la familia Anyphaenidae. Se encuentra en América.

## Especies
Según The World Spider Catalog 12.0:
- Josa analis (Simon, 1897)
- Josa andesiana (Berland, 1913)
- Josa bryantae (Caporiacco, 1955)
- Josa calilegua Ramírez, 2003
- Josa chazaliae (Simon, 1897)
- Josa gounellei (Simon, 1897)
- Josa keyserlingi (L. Koch, 1866)
- Josa laeta (O. Pickard-Cambridge, 1896)
- Josa lojensis (Berland, 1913)
- Josa lutea (Keyserling, 1878)
- Josa maura (Simon, 1897)
- Josa nigrifrons (Simon, 1897)
- Josa personata (Simon, 1897)
- Josa riveti (Berland, 1913)
- Josa simoni (Berland, 1913)